# Aeroportul Liboi
Aeroportul Liboi (IATA: LBK) este un aeroport din Kenya ce deservește zona Liboi⁠(d).
Situat la o altitudine de 98 m, aeroportul dispune de o singură pistă.